# 아흐메트 2세

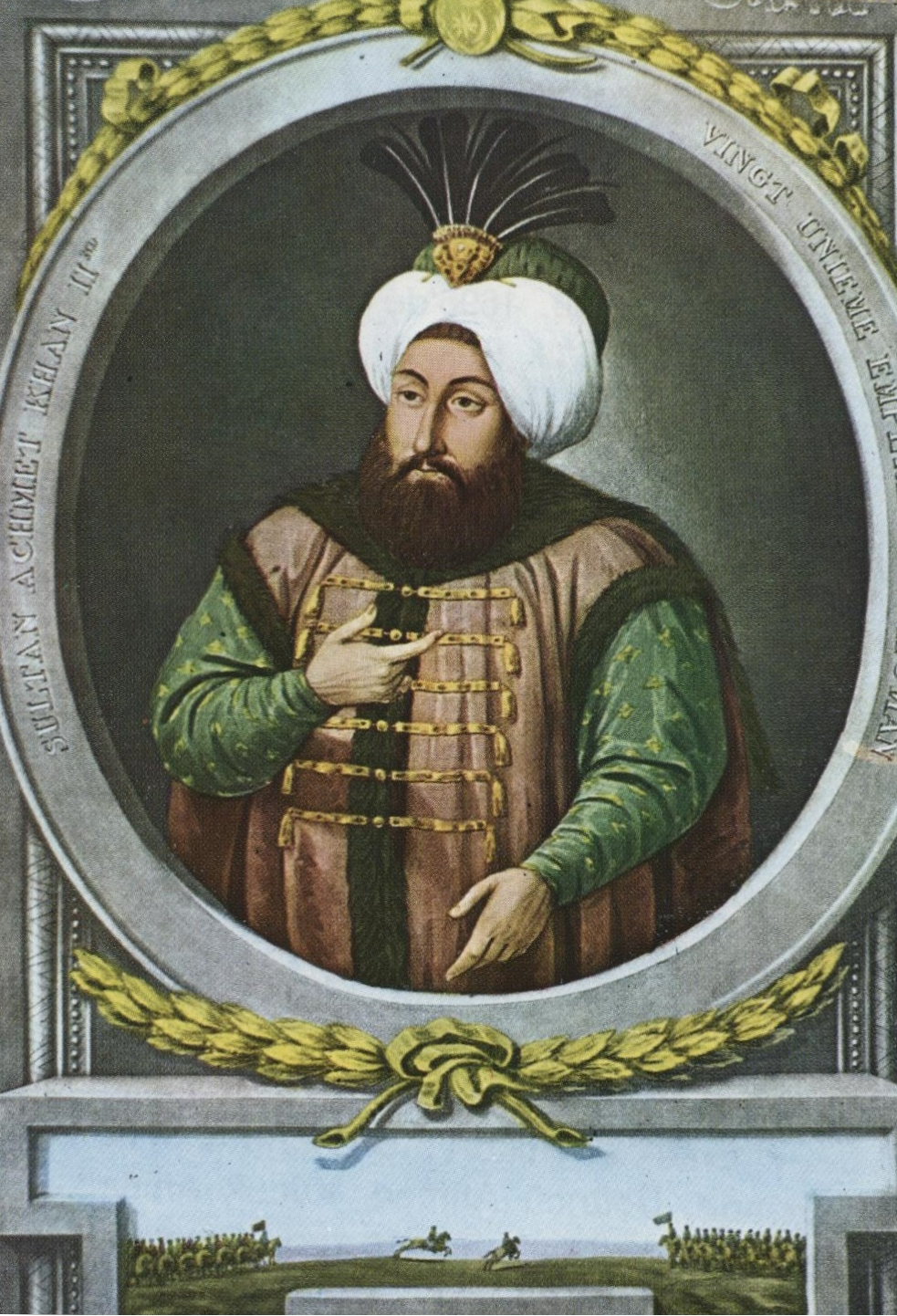
아흐메트 2세.

아흐메트 2세(오스만 튀르크어: احمد ثانى Aḥmed-i sānī, 1643년 2월 25일 ~ 1695년 1월 6일)는 1691년부터 1695년까지 재위한 오스만 제국의 술탄이다. 콘스탄티노폴리스 톱카프 궁전에서 태어났고, 이브라힘 1세(1640~48년)의 아들이며 쉴레이만 2세의 동생이다.

## 생애
아흐메트 2세는 1643년 2월 25일 이브라힘과 Hatice Muazzez 술탄 사이에서 태어났다. 그의 형들이 재위하는 동안 카페스에서 유폐되었는데, 거의 43년 동안 그곳에 머물렀다. 1691년 대튀르크 전쟁에서 패해 죽음을 맞았다. 재위에서 4년만에 사망하고 무스타파 2세가 뒤를 잇는다.

## 참고 문헌
- Finkel, Caroline (2005). 《Osman's Dream: The Story of the Ottoman Empire, 1300-1923》. New York: Basic Books. ISBN 978-0-465-02396-7.
- Michael Hochendlinger, Austria’s Wars of Emergence: War, State and Society in the Habsburg Monarchy, 1683–1797 (London: Longman, 2003), 157–64.